# Премія Фалкерсона
Пре́мія Фалкерсона (англ. Fulkerson Prize) — наукова нагорода за видатні праці в галузі дискретної математики, яку присуджують спільно Товариство математичної оптимізації (MOS) (до 2011 року знане як Товариство математичного програмування, англ. Mathematical Programming Society, MPS) і Американське математичне товариство (AMS) на міжнародному симпозіумі MOS, що проводять щотрироки. На кожному такому заході оголошують до трьох номінацій, кожна з яких може включати декількох науковців. Розмір премії — півтори тисячі доларів США, на початку її виплачували з фонду, організованого друзями американського математика Делберта Рея Фалкерсона (1924—1976) після його смерті для відзначення важливих публікацій у галузі дискретної математики. Грошові винагороди тепер фінансує благодійний фонд, яким керує MОS.

## Лауреати премії
| Рік  | Лауреати | Підстава для нагороди |
| ---- | --- | --- |
| 1979 | Річард Карп | за класифікацію багатьох важливих NP-повних задач                                                                                 |
| 1979 | Кеннет Аппель Вольфганг Гакен                                                                                         | за розв'язання задачі чотирьох фарб                                                                                               |
| 1979 | Пол Сеймур | за узагальнення теореми Форда — Фалкерсона на матроїди                                                                            |
| 1982 | Давид Юдін Аркадій Немировський Леонід Хачіян                                                                         | за метод еліпсоїдів у лінійному програмуванні                                                                                     |
| 1982 | Георгій Єгоричев Дмитро Фалікман (англ. D. I. Falikman)                                                               | за доказ гіпотези ван дер Вардена про перманент двічі стохастичної матриці                                                        |
| 1982 | Мартін Гретшель Ласло Ловас Александер Схрейвер                                                                       | за метод еліпсоїдів у комбінаторній оптимізації                                                                                   |
| 1985 | Йозеф Бек | за оцінку границь розбіжності цілочисельних послідовностей                                                                        |
| 1985 | Гендрик Ленстра | за ефективний метод цілочисельного програмування з фіксованою кількістю змінних                                                   |
| 1985 | Юджин Лукс | за поліноміальний алгоритм визначення ізоморфних графів обмеженого максимального степеня                                          |
| 1988 | Ева Тардош | за розв'язок задачі про задачі про потік мінімальної вартості алгоритмом дуже поліноміальної складності                           |
| 1988 | Нарендра Кармаркар | за алгоритм Кармаркара |
| 1991 | Мартін Даєр Алан Фріз Равіндран Каннан                                                                                | за блукаючий алгоритм оцінювання об'єму випуклих тіл                                                                              |
| 1991 | Альфред Леман (англ. Alfred Lehman)                                                                                   | за аналоги бінарних матриць у теорії досконалих графів                                                                            |
| 1991 | Євгеній Мньов | за теорему універсальності про те, що довільна напівалгебрична множина є еквівалентна простору реалізацій орієнтованого матроїда  |
| 1994 | Луїс Більєра | за знаходження базисів простору частково-поліноміальних функцій                                                                   |
| 1994 | Гіль Калай | за роботу над гіпотезою Гірша |
| 1994 | Нейл Робертсон | за шестиколірний розв'язок гіпотези Гадвігера                                                                                     |
| 1997 | Чон Хан Кім | за асимптотичний аналіз чисел Ремзі R(3,t)                                                                                        |
| 2000 | Мішель Гоманс Девід Вільямсон                                                                                         | за алгоритми апроксимації у напіввизначеному програмуванні                                                                        |
| 2000 | Мішель Конфорті Жерар Корнюежоль Менду Рао                                                                            | за алгоритм розпізнавання збалансованих бінарних матриць за поліноміальний час                                                    |
| 2003 | Джеймс Гейлен Берт Герардс (англ. A. M. H. "Bert" Gerards) Аджай Капур (англ. A. Kapoor)                              | за GF(4)-розв'язок гіпотези Роти для матроїдних мінорів                                                                           |
| 2003 | Бертран Гьюнін (англ. Bertrand Guenin)                                                                                | за характеризацію заборонених мінорів слабко двочасткових графів                                                                  |
| 2003 | Івата Сатору Ліза Фляйшер (англ. Lisa Fleischer) Сатору Фудзісіге (англ. Satoru Fujishige) Лекс Схрейвер              | за доведення сильної поліноміальності субмодулярної мінімізації                                                                   |
| 2006 | Маніндра Агравал Нірадж Каял Нітін Саксена                                                                            | за тест Агравала — Каяла — Саксени                                                                                                |
| 2006 | Марк Еррум Алістер Сінклер Ерік Вигода (англ. EricVigoda)                                                             | за апроксимацію перманента |
| 2006 | Нейл Робертсон Пол Сеймур                                                                                             | за теорему Робертсона — Сеймура                                                                                                   |
| 2009 | Марія Чудновська Нейл Робертсон Пол Сеймур Робін Томас                                                                | за теорему про ідеальні графи |
| 2009 | Деніел Спілмен Тен Шанхуа                                                                                             | за згладжений аналіз алгоритмів лінійного програмування                                                                           |
| 2009 | Томас Гейлс Самуель Фергюсон                                                                                          | за доведення гіпотези Кеплера для найщільнішого пакування сфер                                                                    |
| 2012 | Санджив Арора Сатіш Рао Умеш Вазірані                                                                                 | за зменшення складності алгоритму апроксимації роздільників графів                                                                |
| 2012 | Андерс Йоганссон (англ. Anders Johansson) Джефф Кан Ван Ха Ву                                                         | за визначення границі щільності дуг, з якою випадковий граф может бути покритий копіями що не перетинаються даного меншого графа  |
| 2012 | Ласло Ловас Балаш Сегеді                                                                                              | за оцінку кратності підграфів у послідовностях щільних графів                                                                     |
| 2015 | Франціско Сантос | за контрприклад до гіпотези Гірша                                                                                                 |
| 2018 | Пітер Аллен (англ. Peter Allen) Юлія Беттхер Саймон Гріффітс (англ. Simon Griffiths) Йосіхару Кохаякава Роберт Морріс | за працю «Хроматичні пороги графів» (англ. The chromatic thresholds of graphs)                                                    |
| 2018 | Томас Ротвосс | за роботу над складністю розширення відповідного многогранника (англ. The Matching Polytope has Exponential Extension Complexity) |
| 2021 | Бела Чаба (англ. Béla Csaba) Даніела Кюн Аллан Ло (англ. Allan Lo) Дерек Остус Ендрю Треглоун (англ. Andrew Treglown) | за доведення гіпотези про 1-факторизацію та гіпотез про гамільтонові розклади                                                     |
| 2021 | Цай Цзінь Чень Сі | за визначення складності обчислення статистичних сум                                                                              |
| 2021 | Кен-Ічі Каварабаясі Міккель Торуп                                                                                     | за розроблення детермінованого алгоритму визначення реберної зв'язності                                                           |